# Canyon (Texas)
Canyon város az USA Texas államában, Randall megyében, melynek megyeszékhelye is. Lakosainak száma 14 836 fő (2020. április 1.).

## Népesség
A település népességének változása:
| Lakosok száma | 1400 | 13 303 | 14 836 |
|               | 1910 | 2010   | 2020   |